# Björn Beauprez
Björn Beauprez (23 januari 1987) is een Belgisch voetballer. 